# مؤتمر طوكيو الدولي للتنمية في أفريقيا
مؤتمر طوكيو الدولي للتنمية في أفريقيا (TICAD) (東京におけるアフリカ開発国際会議 توكيو ني أوكيرو أفوريكا كايهاتسو كوكوساي كايغي) هو مؤتمر يُعقد بانتظام بهدف "تعزيز الحوار السياسي رفيع المستوى بين القادة الأفارقة وشركاء التنمية." تشارك اليابان في استضافة هذه المؤتمرات، كما أن الجهات المنظمة الأخرى لـ TICAD تشمل الأمم المتحدة مكتب المستشار الخاص لشؤون أفريقيا (UN-OSAA) وبرنامج الأمم المتحدة الإنمائي (UNDP).
تضمنت هذه السلسلة من المؤتمرات: TICAD I (1993)، TICAD II (1998)، TICAD III (2003)، TICAD IV (2008)، TICAD V (2013). ومن المقرر أن يُعقد المؤتمر القادم في كينيا في أغسطس 2016. سيكون هذا أول انعقاد للمؤتمر في أفريقيا، حيث أقيمت جميع المؤتمرات السابقة في اليابان.
يُعد TICAD عنصرًا متطورًا في التزام اليابان طويل الأمد بتعزيز السلام والاستقرار في أفريقيا من خلال الشراكات التعاونية. وفي هذا السياق، شددت اليابان على أهمية "ملكية أفريقيا" لتنميتها، بالإضافة إلى "الشراكة" بين أفريقيا والمجتمع الدولي. كما أن تبادل وجهات النظر بين المندوبين في المؤتمر يُبرز الحاجة إلى تقديم المزيد من المساعدات، وليس تقليلها، من قبل الاقتصادات الكبرى في العالم.

## تسلسل المؤتمرات
تم تصميم مؤتمرات TICAD للمساعدة في تعزيز الحوار السياسي رفيع المستوى بين القادة الأفارقة وشركاء التنمية. وظهر هذا المؤتمر في عام 1993 بعد نهاية الحرب الباردة، في فترة شهدت ما يسمى بـ"إرهاق المساعدات" بين الدول المانحة، وكان له دور حاسم في إعادة إحياء الاهتمام القوي للجهات المانحة بأفريقيا.
تطور TICAD ليصبح منتدى عالميًا رئيسيًا لتعزيز التنمية في القارة، وذلك وفقًا لمبدأي "الملكية" الأفريقية و"الشراكة" الدولية. وأصبحت هذه المفاهيم عوامل أساسية في إطلاق الشراكة الجديدة لتنمية أفريقيا (NEPAD)، وهي استراتيجية تنموية صمّمها الأفارقة أنفسهم.
كما أسفرت مؤتمرات TICAD السابقة عن نتائج رئيسية، لا سيما عندما تكون اليابان مستضيفة لقمة مجموعة الثماني (G8)، كما حدث في عام 2008. على سبيل المثال، استضافت اليابان قمة مجموعة الثماني في أوكيناوا عام 2000، ودعت قادة عدة دول أفريقية للمشاركة. وقد تم تبني الأفكار التي طُرحت في TICAD II من قبل مجموعة الثماني عند إنشاء الصندوق العالمي لمكافحة الإيدز والسل والملاريا.

## المؤتمر الأول
عُقد مؤتمر TICAD الأول (أو TICAD-I) في عام 1993، حيث ناقشت الدول الأفريقية وشركاؤها في التنمية استراتيجيات وخطوات تحقيق ازدهار أكبر في القارة. جاء إطلاق TICAD في وقت بدأ فيه اهتمام المجتمع الدولي بأفريقيا في التراجع، وظهرت علامات الإرهاق لدى الجهات المانحة. وقد أسفر هذا المؤتمر عن "إعلان طوكيو حول التنمية الأفريقية."
شاركت وفود من 48 دولة أفريقية في المؤتمر، بما في ذلك أربعة رؤساء دول. كما أرسلت 12 دولة أخرى وفودًا لحضور المؤتمر، إلى جانب عدد من المنظمات الدولية التي شاركت كمندوبين ومراقبين.

### التحليل
اعتُبر المؤتمر واعدًا، لكن التوقعات ظلت غير مؤكدة. على مدار العقود التي تلت انطلاقه، تطور TICAD من حيث التعقيد والجودة. انتقل التركيز من القضايا البسيطة نسبيًا المتعلقة بالمساعدات المباشرة في TICAD-I إلى موضوعات أكثر تعقيدًا ومترابطة تندمج في برامج التنمية المستدامة.

## المؤتمر الثاني
عُقد مؤتمر TICAD II في عام 1998، حيث اتفقت الدول الأفريقية وشركاؤها في التنمية على "أجندة طوكيو للعمل" (TAA)، والتي كان من المفترض أن تصبح مجموعة من الإرشادات الاستراتيجية والعملية المتفق عليها. وتم الاعتراف بأن الحد من الفقر في أفريقيا وتعزيز اندماجها في الاقتصاد العالمي يمثلان هدفين أساسيين. بعد TICAD II، أُتيحت فرصة لمناقشة الشراكة الجديدة لتنمية أفريقيا (NEPAD) خلال مؤتمر وزاري عُقد عام 2001.
تم توجيه الدعوات إلى عدد من الدول الأفريقية ودول أخرى. قرر بعض رؤساء الدول الحضور، كما شارك عدد من الوزراء والمسؤولين الحكوميين في المؤتمر.

### التحليل
اعتُبر الاتفاق على الأجندة مجرد خطوة أولى.

## المؤتمر الثالث
عُقد TICAD III في عام 2003، بمشاركة أكثر من 1000 مندوب، من بينهم 23 رئيس دولة ورئيس الاتحاد الأفريقي. قامت الدول الأفريقية وشركاؤها في التنمية بمراجعة الإنجازات التي تحققت خلال عشر سنوات من عملية TICAD، كما تمت مناقشة التوجه المستقبلي للمؤتمر.
تم توجيه الدعوات إلى عدد من الدول الأفريقية ودول أخرى. قرر بعض رؤساء الدول الحضور، كما شارك عدد من الوزراء والمسؤولين الحكوميين في المؤتمر.

### التحليل
أشارت الزيادة في عدد رؤساء الدول المشاركين إلى قبول متزايد للمؤتمر باعتباره منصة فعالة محتملة. وأعاد المشاركون التأكيد على مساهمة عملية TICAD في تنمية أفريقيا، مشيرين إلى دورها في حشد اهتمام والتزام المجتمع الدولي بتنمية القارة. منذ TICAD-III، عُقدت قمم أخرى مثل قمة أفريقيا-الصين، وقمة أفريقيا-الهند، وقمة الاتحاد الأوروبي-الاتحاد الأفريقي، وغيرها.

## المؤامر الرابع

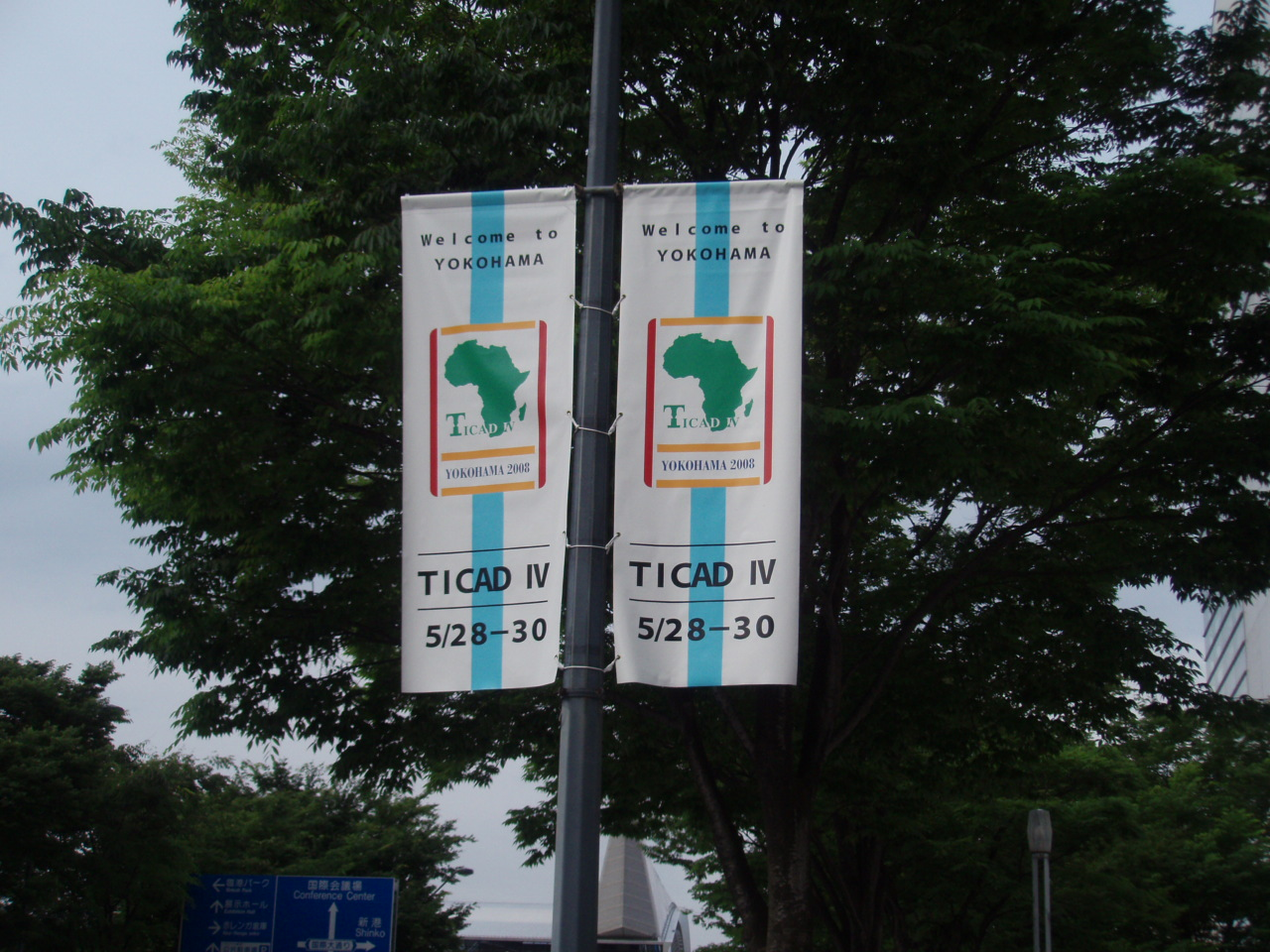
لافتات TICAD-IV المميزة أصبحت رمزًا مشرقًا للترحيب مع شعار يوكوهاما تلتقي بأفريقيا.

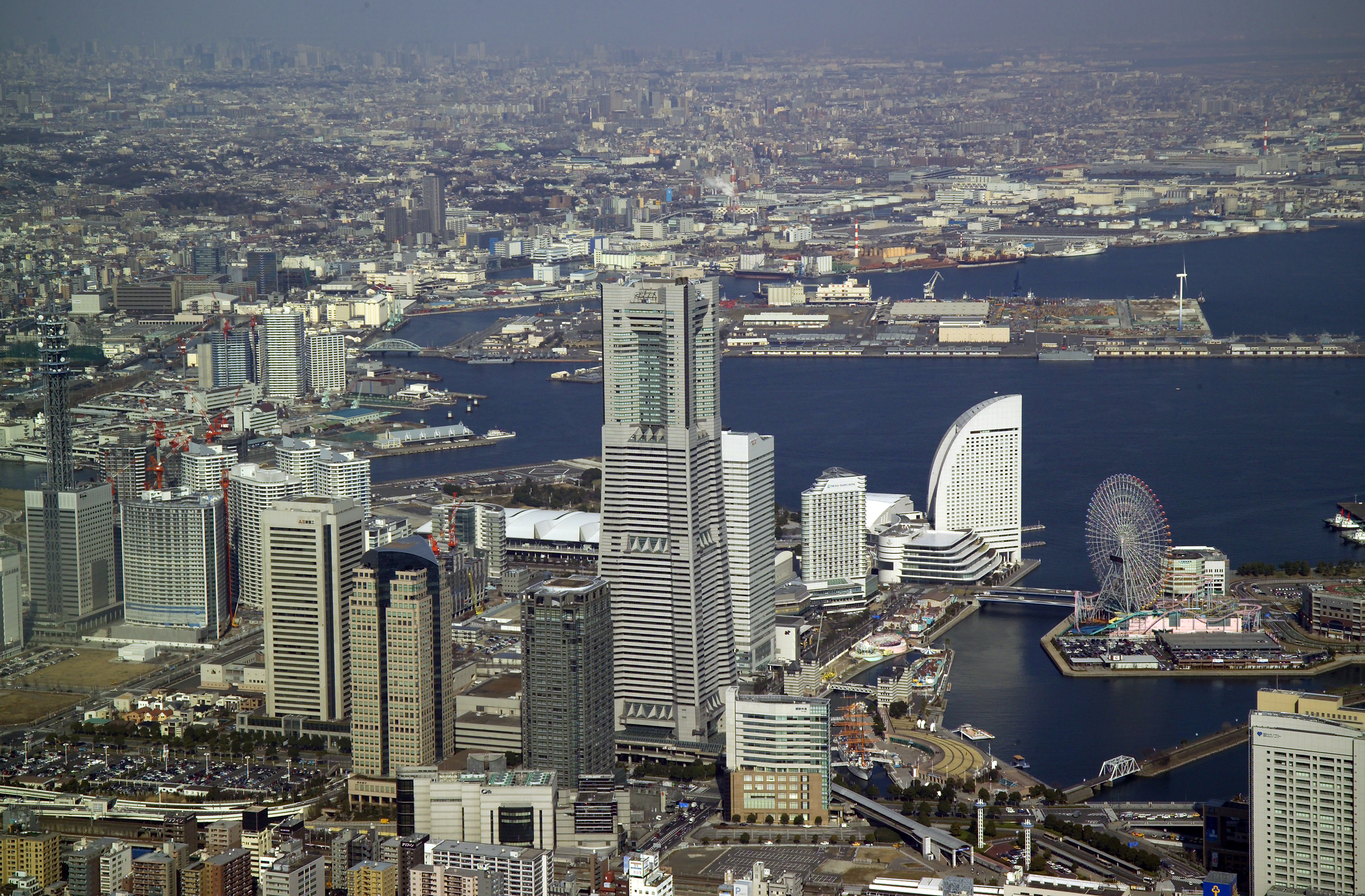
عُقد مؤتمر TICAD-IV في باسيفيكو يوكوهاما، وهو مجمع مركزي يقع على الواجهة البحرية. يعد حي ميناتو ميراي أبرز معلم معماري في المنطقة، حيث يتميز بفندق إنتركونتيننتال ذو التصميم الجريء على شكل شراع أبيض، والذي يظهر كظل واضح مقابل الامتداد المتباين للميناء.

عُقد TICAD IV في مايو 2008 بمدينة يوكوهاما. في تاريخه الممتد لـ 15 عامًا، كانت هذه هي المرة الأولى التي يُعقد فيها المؤتمر في مدينة غير طوكيو. كانت يوكوهاما تستعد للاحتفال بالذكرى الـ150 لافتتاح مينائها والذكرى الـ120 لإنشاء إدارتها الحضرية. في هذا السياق، كان TICAD IV وشعاره يوكوهاما تلتقي بأفريقيا يهدفان إلى إبراز الطابع الدولي للميناء والمدينة.
كان هذا المؤتمر الأكثر حضورًا بين جميع فعاليات TICAD السابقة. استجاب للدعوة 51 دولة أفريقية (باستثناء الصومال)، و17 منظمة أفريقية، و12 دولة آسيوية، و22 دولة مانحة، و55 منظمة دولية، بإجمالي حوالي 2,500 مندوب، من بينهم 40 رئيسًا أو رئيس وزراء أفريقي، أي ضعف عدد الحاضرين في TICAD III عام 2003. كما حضر المؤتمر منظمو "الفعاليات الجانبية الرسمية" بالإضافة إلى مشاركين آخرين.
تألف TICAD IV من جلسات عامة وأربع وعشرين جلسة "موضوعية". ركز المؤتمر على استراتيجيات تعزيز تعبئة المعرفة والموارد الدولية في المجالات الأساسية التالية:
(أ) النمو الاقتصادي،
(ب) الأمن البشري، بما في ذلك تحقيق الأهداف الإنمائية للألفية للأمم المتحدة،
(ج) قضايا البيئة وتغير المناخ.
بالإضافة إلى ذلك، سعى TICAD IV إلى تحديد الروابط المحتملة ضمن سياق مجموعة الثماني، ولا سيما قمة هوكايدو توياكو في يوليو 2008. في هذا السياق، تحدث كييوشي كوديرا، السكرتير التنفيذي للجنة التنمية بالبنك الدولي وصندوق النقد الدولي، خلال اجتماع تحضيري، حيث أكد على الحاجة إلى "قبول الواقع القاسي" بأن دول أفريقيا جنوب الصحراء ستظل تعتمد بشكل كبير على المساعدات الخارجية حتى تجد مسارًا جديدًا للنمو.

### حضور المؤتمر والمبادرات التنموية
حضر المؤتمر ممثلون عن البنك الدولي، وبرنامج الأمم المتحدة الإنمائي (UNDP)، وعدد من الدول المانحة، والمنظمات غير الحكومية (NGOs)، وغيرها من الوكالات ذات الصلة. وقد عكس توافق آراء المشاركين في المؤتمر الحاجة الملحّة إلى تقديم مساعدات فورية لمساعدة الاقتصادات الأفريقية الضعيفة على مواجهة أزمة الغذاء والوقود العالمية.
اتفق المشاركون على ضرورة تقديم مساعدات غذائية طارئة، إلى جانب تنفيذ تدخلات متوسطة إلى طويلة الأجل، مع التركيز بشكل خاص على توزيع الأدوار والتكامل بين مختلف الوكالات التنموية.
كما تضمنت أجندة TICAD مشروعات صغيرة النطاق. حيث قدمت اليابان استثمارًا مخططًا له من الوكالة اليابانية للتعاون الدولي (JICA) لتكرار تجربة حركة قرية واحدة منتج واحد (OVOP) في السياقات الأفريقية. وفي هذا الإطار، شملت زيارة رئيس مالاوي إلى اليابان جولة في مقر OVOP بمدينة أوساكا.

### إحداث فارق حقيقي
في خطاب ألقاه خلال TICAD-IV، التزم رئيس الوزراء الياباني ياسو فوكودا بأن تقدم الحكومة اليابانية قروضًا مقومة بالين تصل قيمتها إلى 415 مليار ين (4 مليارات دولار أمريكي)، بالإضافة إلى مساعدات مالية بقيمة 260 مليار ين (2.5 مليار دولار أمريكي) على مدى السنوات الخمس القادمة. كما تعهد فوكودا بإنشاء صندوق في بنك اليابان للتعاون الدولي يهدف إلى مضاعفة الاستثمارات في أفريقيا. سيتم تقديم المساعدات المالية عبر هذا الصندوق خلال السنوات الخمس القادمة لدعم تطوير شبكات الطرق والبنية التحتية المرورية.
كما أعلن رئيس الوزراء الياباني عن خطط لنشر "قوة دفاع المياه"، التي ستتولى مهام تقديم التدريب في إدارة الموارد المائية. علاوة على ذلك، أوضح فوكودا أن حكومته تهدف إلى تدريب 100,000 خبير في مجالات الصحة والطب.

### الأبعاد السياسية للمساعدات اليابانية
إعلان فوكودا عن تقديم مساعدات سخية للدول الأفريقية رغم الظروف المالية الصعبة لليابان كان يهدف إلى تعزيز مكانة بلاده في المجتمع الدولي. فقد كان خطابه مصممًا لتعزيز قيادة اليابان كمضيف لاجتماع مجموعة الثماني (G-8)، حيث كانت المساعدات لأفريقيا بندًا رئيسيًا على جدول الأعمال.
سبب آخر لهذا الكرم الياباني هو سعي الحكومة لتعزيز علاقاتها مع الدول الأفريقية لكسب دعمها في محاولة اليابان للحصول على مقعد دائم في مجلس الأمن الدولي. فقد تعلمت اليابان درسًا من فشل حملتها عام 2005 للحصول على العضوية الدائمة في مجلس الأمن، حيث أدركت أن دعم الدول الأفريقية، التي تمثل ربع أعضاء الأمم المتحدة، يعد أمرًا ضروريًا لتحقيق هذا الهدف.
وفي خطابه، قال فوكودا:
"اليابان ترغب في العمل على إصلاح مجلس الأمن بالتعاون مع أصدقائها الأفارقة."
جذبت تحركات فوكودا خلال TICAD اهتمام وسائل الإعلام لما وصفه بعض الصحفيين بـ"ماراثون القمم المصغرة". في يومين فقط، التقى رئيس وزراء اليابان البالغ من العمر 71 عامًا، واحدًا تلو الآخر، مع 40 من قادة الدول الأفريقية، مخصصًا لكل منهم ما يقارب عشرين دقيقة؛ كما التقى أيضًا بسبعة من داعمي القطاع الخاص في إفريقيا. بالإضافة إلى ذلك، التقى وزير الاقتصاد والتجارة والصناعة، أكيرا أمار، مع القادة الأفارقة في محاولة لتعزيز العلاقات الوثيقة مع الدول المشاركة في المؤتمر. خلال أسبوع TICAD، التقى أمار مع قادة أنغولا، الغابون، وأوغندا يومي الثلاثاء والأربعاء (27-28 مايو). كما التقى بقادة مدغشقر، بوتسوانا، جمهورية الكونغو الديمقراطية، جنوب إفريقيا، وناميبيا يوم الخميس (29 مايو)؛ ثم اجتمع يوم الجمعة (30 مايو) مع قائد نيجيريا. يُعد هؤلاء القادة الأفارقة في الغالب مصدرين لموارد ضرورية للمُصنّعين في اليابان. فعلى سبيل المثال، تُعتبر نيجيريا أكبر منتج للنفط في إفريقيا، وتمتلك أنغولا احتياطيات نفطية واعدة. تنتج جنوب إفريقيا الزركونيوم الذي يُستخدم في قضبان وقود المفاعلات النووية، بينما تُنتج جمهورية الكونغو الديمقراطية الكوبالت، الذي يُستخدم في العديد من الصناعات لأغراض متنوعة.

### التحليل
لطالما استخدمت اليابان المساعدات كأداة دبلوماسية رئيسية. فقد كانت أكبر مانح للمساعدات في العالم عام 1991، لكن إجمالي مساعداتها بدأ في التراجع مع تزايد ديونها. ومع سعي الصين والهند لتعزيز علاقاتهما مع القارة الإفريقية، يُعد المؤتمر فرصة مهمة لليابان للحفاظ على نفوذها الدبلوماسي. وفقًا لوزارة الخارجية اليابانية، تمتلك إفريقيا 89% من إجمالي احتياطيات العالم من البلاتين، و60% من الألماس، و53% من الكوبالت، و37% من الزركونيوم، و34% من الكروم. لا تزال القارة الإفريقية سوقًا محتملة لليابان؛ وقد أدركت كل من الصين والهند الحاجة الملحّة لتأمين السلع لدعم نموهما الاقتصادي.
في هذا السياق، يمكن القول إن منتدى التعاون الصيني الإفريقي (FOCAC) لعام 2006 شكّل نقطة تحول في العلاقات الاقتصادية لإفريقيا. فقد أيقظت القمة القوى الكبرى في العالم ليس فقط على النفوذ الاستراتيجي المتزايد للصين في إفريقيا، بل وسلطت الضوء أيضًا على الأهمية المتزايدة للقارة الإفريقية. في السنوات الأخيرة، قدمت الصين مساعدات واسعة النطاق للدول الإفريقية بهدف تأمين موطئ قدم في الموارد الطبيعية الغنية بالقارة؛ وقد قامت الهند بنفس الشيء.
وفر المؤتمر منصة للجهات غير الحكومية لتوسيع نطاق الاتصالات رفيعة المستوى. بالإضافة إلى البنك الدولي، شارك وفد من مجموعة البنك الإفريقي للتنمية (AfDB) برئاسة رئيس المؤسسة، دونالد كابيروكا، في TICAD-IV. كما كان من بين 2,500 مشارك أكاديميون، مثل رئيس جامعة تسوكوبا في اليابان والحائز على جائزة نوبل جوزيف ستيجليتز من جامعة كولومبيا.
كانت هناك بعض الحالات التي لم تسر فيها الأمور كما كانت تتوقع اليابان. على سبيل المثال، خططت الحكومة اليابانية لإدراج بيان في إعلان يوكوهاما يهدف إلى خفض انبعاثات الغازات الدفيئة بنسبة 50% من المستويات الحالية بحلول عام 2050. ومع ذلك، تراجعت الحكومة عن هذا البند بعد أن واجهت معارضة شديدة من جنوب إفريقيا، التي تُعد أحد كبار الملوثين.
تُبرز قمم TICAD الأهمية التي يوليها المنافسون الاقتصاديون والسياسيون في آسيا لكسب تأييد القادة الأفارقة - حيث يجلس العديد منهم على احتياطيات ضخمة من المعادن والنفط وموارد أخرى. كما تُعد إفريقيا آخر الحدود المتاحة أمام المستثمرين الماليين. إضافة إلى ذلك، توفر القارة سوقًا متنامية للسلع المصنعة منخفضة التكلفة التي لم يعد بالإمكان تصديرها إلى الدول المتقدمة في أوروبا وأمريكا.
وجهة النظر الإفريقية

وصل المندوبون الأفارقة إلى يوكوهاما ولديهم عدد من الأجندات المدروسة جيدًا. جادلت بعض الأصوات بأن من الأفضل أن تحضر إفريقيا مؤتمر TICAD-V (2013) بأجندة قارية موحدة، يمكن بعد ذلك تقسيمها إلى استراتيجيات خاصة بكل دولة، ليتم استكشافها بشكل أكثر تفصيلًا خلال الاجتماعات الثنائية اللاحقة. يبدو أن وضع أجندة مشتركة تتناول قضايا التجارة والاستثمار يعد استراتيجية معقولة، نظرًا لأن دول القارة تواجه تحديات متشابهة، تشمل ضعف البنية التحتية وشروط التجارة غير العادلة التي تميل بشدة ضد إفريقيا.
من ناحية أخرى، تبنى ثابو مبيكي هذه الاستراتيجية القارية، حيث أشار إلى أن النمو الاقتصادي المستقبلي لإفريقيا ينبغي أن يتحقق من خلال التجارة وليس المساعدات. وقال مبيكي: "دون التقليل من أهمية المساعدات، فإن تحسين شروط التجارة لإفريقيا أمر بالغ الأهمية لضمان اندماجها الكامل في الاقتصاد العالمي." كما لاحظ أيضًا أن "الوصول إلى الأسواق وحده لا يترجم دائمًا إلى قدرة الدول النامية على اختراق الأسواق العالمية التنافسية."

### جائزة هيديو نوغوتشي لأفريقيا
تم منح أول جائزتين من جائزة هيديو نوغوتشي لأفريقيا بالتزامن مع مؤتمر TICAD IV. وقد تم إنشاء هذه الجائزة تكريمًا للعالم الياباني البارز هيديو نوغوتشي، وهو بكتريولوجي اكتشف العامل المسبب لمرض الزهري عام 1911، وتوفي في إفريقيا أثناء عمله على تطوير لقاح للحمى الصفراء الفتاكة.
كان من المخطط أن تتزامن أول جوائز جائزة هيديو نوغوتشي لأفريقيا مع مؤتمر TICAD IV؛ كما تم نقل مكان انعقاد المؤتمر من طوكيو إلى يوكوهاما تكريمًا للعالم الذي سميت الجائزة باسمه. ففي عام 1899، عمل الدكتور نوغوتشي في مكتب الحجر الصحي بميناء يوكوهاما كمساعد طبيب حجر صحي.
كان الفائزان الأولان بجائزة هيديو نوغوتشي لأفريقيا، مثل نوغوتشي نفسه، طبيبين لهما اهتمام طويل الأمد بعلم الأوبئة والصحة العامة. وهما الدكتور براين غرينوود والدكتورة ميريام ويري. بالنسبة للمكرمين، تمثل الجائزة اعترافًا بإنجازاتهم السابقة واستثمارًا في مساهماتهم المحتملة في المستقبل. قام رئيس الوزراء الياباني، ياسوو فوكودا، بتقديم الجائزة فعليًا، وكان الإمبراطور والإمبراطورة حاضرين في حفل عام 2008 إلى جانب عدد كبير من رؤساء الدول الأفريقية.
وبما أن الجائزة تتضمن مكافآت مالية كبيرة، فقد أصبحت تنافس بالفعل الجوائز العلمية الكبرى المعروفة. منذ البداية، كانت جوائز نوغوتشي لعام 2008—المكونة من شهادة تقدير وميدالية ومكافأة شرفية بقيمة 100 مليون ين ياباني (843,668 دولار أمريكي)—مقررة لتكون الأولى ضمن سلسلة مستمرة، ومن المتوقع أن تُمنح الجوائز التالية كل خمس سنوات.
تحمل الجائزة رسميًا اسم "جائزة التقدير للإنجازات البارزة في مجالات البحث الطبي والخدمات الطبية في إفريقيا، الممنوحة تكريمًا للدكتور هيديو نوغوتشي"، وتُدار من قبل وكالة التعاون الدولي اليابانية (JICA).

## المؤتمر الخامس
مع اختتام مؤتمر TICAD-IV، بدأت بالفعل الخطط للتحضير لمؤتمر TICAD-V في يونيو 2013. أعلن رئيس الوزراء ياسوو فوكودا أمام المندوبين في TICAD-IV قائلًا: "أتعهد بأنه بحلول عام 2012 - بعد خمس سنوات من الآن - ستكون اليابان قد ضاعفت مساعداتها الإنمائية الرسمية (ODA) إلى إفريقيا، مع زيادتها تدريجيًا خلال هذه السنوات." وفي الوقت ذاته، أشار فوكودا إلى أن حكومته ستضاعف منحها المالية والتعاون الفني المقدم لإفريقيا بحلول عام 2012.
عُقد مؤتمر TICAD-V في يوكوهاما خلال الفترة من 1 إلى 3 يونيو 2013، بحضور واحد وأربعين رئيس دولة إفريقي، إلى جانب الأمين العام للأمم المتحدة بان كي مون ورئيس البنك الدولي جيم يونغ كيم. افتتح رئيس الوزراء الياباني شينزو آبي المؤتمر بإعلان حزمة دعم بقيمة 32 مليار دولار على مدى خمس سنوات، تهدف إلى تعزيز البنية التحتية وتحفيز النمو الاقتصادي في إفريقيا.

### تحليل
اختُتم المؤتمر كواحد من أكبر القمم التي عُقدت في اليابان، حيث بلغ عدد المشاركين أكثر من 4,500 شخص، من بينهم رئيس الوزراء شينزو آبي ووزير الخارجية فوميو كيشيدا، إلى جانب ممثلين عن 51 دولة إفريقية، من بينهم 39 رئيس دولة وحكومة، فضلًا عن وفود من 31 دولة شريكة في التنمية ودول آسيوية، و72 منظمة دولية وإقليمية، وقطاعات خاصة ومنظمات غير حكومية ومجتمع مدني. بالإضافة إلى ذلك، أُقيمت العديد من الفعاليات الجانبية التي شهدت مشاركة واسعة من الجمهور.
رفع مؤتمر TICAD-V شعار "يدًا بيد مع إفريقيا أكثر ديناميكية"، حيث دارت النقاشات حول مستقبل التنمية الإفريقية، مع التركيز على الموضوعات الرئيسية للمؤتمر، وهي "اقتصاد قوي ومستدام"، و"مجتمع شامل وقادر على الصمود"، و"السلام والاستقرار". وأسفر المؤتمر عن اعتماد وثيقتين رئيسيتين: "إعلان يوكوهاما 2013"، الذي يحدد التوجه المستقبلي للتنمية في إفريقيا، و"خطة عمل يوكوهاما 2013-2017"، التي تشكل خارطة طريق لعملية TICAD خلال السنوات الخمس المقبلة، متضمنة تدابير محددة للتنفيذ.
منذ TICAD-V، كثفت اليابان دبلوماسيتها تجاه إفريقيا للحفاظ على الزخم وضمان تنفيذ تعهداتها. فعلى سبيل المثال، عُقدت مائدة مستديرة لقمة اليابان والمجموعات الاقتصادية الإقليمية الإفريقية (RECs) في نيويورك على هامش الجمعية العامة للأمم المتحدة في 26 سبتمبر 2013، برئاسة رئيس الوزراء آبي، حيث تبادل المشاركون وجهات النظر حول تنمية الزراعة والأمن الغذائي.
بالإضافة إلى ذلك، أرسلت اليابان بعثة مشتركة بين القطاعين العام والخاص لتعزيز التجارة والاستثمار في إفريقيا خلال الفترة من 24 نوفمبر إلى 5 ديسمبر 2013، زارت جمهورية الكونغو والجابون وكوت ديفوار. وتأمل اليابان في تعزيز علاقاتها مع إفريقيا من خلال هذه المتابعات لمؤتمر TICAD-V. علاوة على ذلك، زار رئيس الوزراء آبي ثلاث دول إفريقية في يناير 2014، وفاءً بوعده الذي قطعه خلال TICAD-V بزيارة إفريقيا في المستقبل القريب.

## المؤتمر السادس
سيكون TICAD VI أول مؤتمر TICAD يُعقد في إفريقيا. كانت كل من كينيا وغامبيا قد تقدمتا لاستضافة المؤتمر، لكن غامبيا انسحبت لتتيح الفرصة لفوز كينيا.
سيُعقد المؤتمر في نيروبي، ومن المتوقع أن يحضره 5,000 مندوب.

## المؤتمر الثامن
عُقد مؤتمر TICAD VIII، وهو الأول منذ جائحة كوفيد-19، في تونس خلال الفترة من 27 إلى 28 أغسطس 2022. شارك رئيس الوزراء الياباني فوميو كيشيدا في الاجتماع عبر الفيديو كونفرنس بعد أن ثبتت إصابته بفيروس كوفيد-19. وكان من المتوقع حضور خمسة آلاف ضيف في الحدث.

## روابط خارجية
- الموقع الرسمي لمؤتمر طوكيو الدولي للتنمية الإفريقية
- مجموعة الثمانية، قمة هوكايدو توياكو: الموقع الرسمي للقمة الرابعة والثلاثين لمجموعة الثمانية
- TICAD-I: الفهرس

```
 ** 
إعلان طوكيو حول التنمية الإفريقية
```

- TICAD-II: الفهرس

```
 ** 
أجندة طوكيو للعمل
```

- TICAD-III: الفهرس

```
 ** 
إعلان الذكرى العاشرة لـ TICAD
  
 ** 
ملخص رئيس مؤتمر TICAD-III
```

- TICAD-IV: الفهرس

```
 ** 
إعلان يوكوهاما
  
 ** 
خطة عمل يوكوهاما (HTML)
, 
(PDF)
  
 ** 
آلية المتابعة لمؤتمر TICAD
  
 ** 
ملخص رئيس مؤتمر TICAD-IV
```

- TICAD-V: [Ministry for Foreign Affairs web site—to be constructed]